# Psychologie dnes
Psychologie dnes (ISSN 1212-9607) je měsíčník určený jak profesionálním psychologům, tak laikům se zájmem o psychologii, psychoterapii a životní styl. V časopise najdete výzkumné studie, polemiky na aktuální témata, rozhovory s předními psychology i zajímavosti ze zahraničí. Od roku 1997 jej vydává nakladatelství Portál, šéfredaktorkou (2010, do říjnového čísla 2016) byla Daniela Kramulová, od října 2016 byl šéfredaktorem Matyáš Zrno. Mezi lety 2023 až 2025 se této pozice ujal jednatel nakladatelství Portál Martin Bedřich, od dubnového čísla roku 2025 je šéfredaktorem Mojmír Sedláček.